# Piona brunsoni
Piona brunsoni är en kvalsterart som beskrevs av Cook 1960. Piona brunsoni ingår i släktet Piona och familjen Pionidae. Inga underarter finns listade i Catalogue of Life.